# Disney Legends
Il Disney Legends è un premio riservato a chi ha usato il proprio talento per contribuire alla The Walt Disney Company. Il premio è consegnato annualmente nel corso d'una apposita cerimonia, la D23.
I destinatari sono scelti da un comitato composto da dirigenti di lunga data, storici ed altre autorità.

## Il trofeo
Il trofeo è un manufatto in bronzo: rappresenta il braccio di Topolino impugnante una bacchetta magica con una stella sulla punta. È stato inventato dall'artista Andrea Favilli.

## I premiati

### 1987
- Fred MacMurray, Film

### 1989
- Les Clark, Animazione (postumo)
- Marc Davis, Animazione & Imagineering
- Ub Iwerks, Animazione & Imagineering (postumo)
- Ollie Johnston, Animazione
- Milt Kahl, Animazione (postumo)
- Ward Kimball, Animazione & Imagineering
- Eric Larson, Animazione (postumo)
- John Lounsbery, Animazione (postumo)
- Wolfgang Reitherman, Animazione (postumo)
- Frank Thomas, Animazione

### 1990
- Roger Broggie, Imagineering
- Joe Fowler, Attrazioni
- John Hench, Animazione & Imagineering
- Richard Irvine, Imagineering (postumo)
- Herb Ryman, Imagineering (postumo)
- Richard Sherman, Musica
- Robert Sherman, Musica

### 1991
- Ken Anderson, Animazione & Imagineering
- Julie Andrews, Film
- Carl Barks, Animazione & Pubblicazione
- Mary Blair, Animazione & Imagineering (postumo)
- Claude Coats, Animazione & Imagineering
- Don DaGradi, Animazione & Film
- Sterling Holloway, Animazione—Voce
- Fess Parker, Film & Televisione
- Bill Walsh, Film & Televisione (postumo)

### 1992
- Jimmie Dodd, Televisione (postumo)
- Bill Evans, Imagineering
- Annette Funicello, Film & Televisione
- Joe Grant, Animazione
- Jack Hannah, Animazione
- Winston Hibler, Film (postumo)
- Ken O'Connor, Animazione & Imagineering
- Roy Williams, Animazione & Televisione (postumo)

### 1993
- Pinto Colvig, Animazione—Voce (postumo)
- Buddy Ebsen, Film & Televisione
- Peter Ellenshaw, Film
- Blaine Gibson, Animazione & Imagineering
- Harper Goff, Film & Imagineering
- Irving Ludwig, Film
- Jimmy MacDonald, Animazione—Voce (postumo)
- Clarence Nash, Animazione—Voce (postumo)
- Donn Tatum, Amministrazione
- Card Walker, Amministrazione

### 1994
- Adriana Caselotti, Animazione—Voce
- Bill Cottrell, Animazione & Imagineering
- Marvin Davis, Film & Imagineering
- Van France, Attrazioni
- David Hand, Animazione (postumo)
- Jack Lindquist, Attrazioni
- Bill Martin, Imagineering
- Paul J. Smith, Musica (postumo)
- Frank Wells, Amministrazione (postumo)

### 1995
- Wally Boag, Attrazioni
- Fulton Burley, Attrazioni
- Dean Jones, Film
- Angela Lansbury, Film
- Edward Meck, Attrazioni (postumo)
- Fred Moore, Animazione (postumo)
- Thurl Ravenscroft, Animazione—Voce
- Wathel Rogers, Imagineering
- Betty Taylor, Attrazioni

### 1996
- Bob Allen, Attrazioni (postumo)
- Rex Allen, Film & Televisione
- X Atencio, Animazione & Imagineering
- Betty Lou Gerson, Animazione—Voce
- Bill Justice, Animazione & Imagineering
- Bob Matheison, Attrazioni
- Sam McKim, Imagineering
- Bob Moore, Animazione & Film
- Bill Peet, Animazione—Storia
- Joe Potter, Attrazioni (postumo)

### 1997
- Lucien Adés, Musica (postumo)
- Angel Angelopoulos, Pubblicazione (postumo)
- Antonio Bertini, Merchandise dei personaggi
- Armand Bigle, Merchandise dei personaggi
- Gaudenzio Capelli, Pubblicazione
- Roberto De Leonardis, Film (postumo)
- Cyril Edgar, Film (postumo)
- Wally Feignoux, Film (postumo)
- Didier Fouret, Pubblicazione (postumo)
- Mario Gentilini, Pubblicazione (postumo)
- Cyril James, Film & Merchandise (postumo)
- Horst Koblischek, Merchandise dei personaggi
- Gunnar Mansson, Merchandise dei personaggi
- Arnoldo Mondadori, Pubblicazione (postumo)
- Armand Palivoda, Film (postumo)
- Poul Brahe Pedersen, Pubblicazione (postumo)
- André Vanneste, Merchandise dei personaggi (postumo)
- Paul Winkler, Merchandise dei personaggi (postumo)

### 1998
- James Algar, Animazione & Film
- Buddy Baker, Musica
- Kathryn Beaumont, Animazione—Voce
- Virginia Davis, Animazione
- Roy E. Disney, Film, Animazione & Amministrazione
- Don Escen, Amministrazione
- Wilfred Jackson, Animazione (postumo)
- Glynis Johns, Film
- Kay Kamen, Merchandise dei personaggi (postumo)
- Paul Kenworthy, Film
- Larry Lansburgh, Film & Televisione
- Hayley Mills, Film
- Al Milotte e Elma Milotte, Film (postumo)
- Norman "Stormy" Palmer, Film
- Lloyd Richardson, Film
- Kurt Russell, Film
- Ben Sharpsteen, Animazione & Film (postumo)
- Masatomo Takahashi, Amministrazione
- Bill Tytla, Animazione (postumo)
- Dick Van Dyke, Film
- Matsuo Yokoyama, Merchandise dei personaggi

### 1999
- Tim Allen, Televisione, Film & Animazione—Voce
- Mary Costa, Animazione—Voce
- Norman Ferguson, Animazione (postumo)
- Bill Garity, Film (postumo)
- Yale Gracey, Animazione & Imagineering (postumo)
- Al Konetzni, Merchandise dei personaggi
- Hamilton Luske, Animazione (postumo)
- Dick Nunis, Attrazioni
- Charlie Ridgway, Attrazioni

### 2000
- Grace Bailey, Animazione (postumo)
- Harriet Burns, Imagineering
- Joyce Carlson, Animazione & Imagineering
- Ron Dominguez, Parchi & Resort
- Cliff Edwards, Animazione—Voce (postumo)
- Becky Fallberg, Animazione
- Dick Jones, Animazione—Voce
- Dodie Roberts, Animazione
- Retta Scott, Animazione (postumo)
- Ruthie Tompson, Animazione

### 2001
- Howard Ashman, Musica (postumo)
- Bob Broughton, Film
- George Bruns, Musica (postumo)
- Frank Churchill, Musica (postumo)
- Leigh Harline, Musica (postumo)
- Fred Joerger, Imagineering
- Alan Menken, Musica
- Martin Sklar, Imagineering
- Ned Washington, Musica (postumo)
- Tyrus Wong, Animazione

### 2002
- Ken Annakin, Film
- Hugh Attwooll, Film
- Maurice Chevalier, Film (postumo)
- Phil Collins, Musica
- John Mills, Film
- Robert Newton, Film & Televisione
- Tim Rice, Musica
- Robert Stevenson, Film
- Richard Todd, Film & Televisione
- David Tomlinson, Film (postumo)

### 2003
- Neil Beckett, Merchandise (postumo)
- Tutti Camarata, Musica
- Edna Francis Disney (postumo)
- Lillian Disney (postumo)
- Orlando Ferrante, Imagineering
- Richard Fleischer, Film
- Floyd Gottfredson, Animazione (postumo)
- Buddy Hackett, Film & Televisione
- Harrison "Buzz" Price, Economista di ricerca
- Al Taliaferro, Disegnatore di fumetti (postumo)
- Ilene Woods, Musica—Voce

### 2004
- Bill Anderson, Film & Televisione (postumo)
- Tim Conway, Film
- Rolly Crump, Imagineering
- Alice Davis, Imagineering
- Karen Dotrice, Film & Televisione
- Matthew Garber, Film (postumo)
- Leonard H. Goldenson, Televisione (postumo)
- Bob Gurr, Imagineering
- Ralph Kent, Imagineering & Attrazioni
- Irwin Kostal, Musica (postumo)
- Mel Shaw, Animazione

### 2005
- Chuck Abbott, Parchi & Resort (postumo)
- Milt Albright, Parchi & Resort
- Hideo Amemiya, Parchi & Resort (postumo)
- Hideo Aramaki, Parchi & Resort (postumo)
- Charles Boyer, Parchi & Resort
- Randy Bright, Imagineer (postumo)
- James Cora, Parchi & Resort
- Robert Jani, Parchi & Resort (postumo)
- Mary Jones, Parchi & Resort
- Art Linkletter, Parchi & Resort
- Mary Anne Mang, Parchi & Resort
- Steve Martin, Parchi & Resort
- Tom Nabbe, Parchi & Resort
- Jack Olsen, Parchi & Resort (postumo)
- Cicely Rigdon, Parchi & Resort
- William Sullivan, Parchi & Resort
- Jack Wagner, Parchi & Resort (postumo)
- Vesey Walker, Parchi & Resort (postumo)

### 2006
- Tim Considine, Televisione & Film
- Kevin Corcoran, Televisione & Film
- Al Dempster, Animazione
- Don Edgren, Imagineering
- Paul Frees, Televisione, Film & Parchi (postumo)
- Peter Jennings, Televisione (postumo)
- Elton John, Musica
- Jimmy Johnson, Musica (postumo)
- Tommy Kirk, Televisione & Film
- Joe Ranft, Animazione (postumo)
- David Stollery, Televisione & Film
- Ginny Tyler, Televisione & Film

### 2007
- Roone Arledge, Televisione (postumo)
- Art Babbitt, Animazione (postumo)
- Carl Bongirno, Imagineering
- Marge Champion, Animazione
- Dick Huemer, Animazione (postumo)
- Ron Logan, Parchi & Resort
- Lucille Martin, Animazione
- Tom Murphy, Amministrazione
- Randy Newman, Musica
- Floyd Norman, Animazione
- Bob Schiffer, Produzione di Film
- Dave Smith, Archivi

### 2008
- Wayne Allwine, Animazione—Voce
- Bob Booth, Attrazioni
- Neil Gallagher, Attrazioni
- Frank Gifford, Televisione
- Burny Mattinson, Animazione
- Walter Peregoy, Animazione
- Dorothea Redmond, Designer
- Russi Taylor, Animazione—Voce
- Toshio Kagami, Parchi and Resort
- Barbara Walters, Televisione
- Oliver Wallace, Musica (postumo)

### 2009
- Tony Anselmo, Animazione—Voce
- Harry Archinal, Film
- Beatrice Arthur, Film & Televisione (postumo)
- Bill Farmer, Animazione—Voce
- Estelle Getty, Film & Televisione (postumo)
- Don Iwerks, Film
- Rue McClanahan, Film & Televisione
- Leota Toombs Thomas, Attrazioni (postumo)
- Betty White, Film & Televisione
- Robin Williams, Film & Animazione—Voce

### 2011
- Regis Philbin, Televisione
- Jim Henson, Film & Televisione (postumo)
- Jodi Benson, Animazione—Voce
- Paige O'Hara, Animazione—Voce
- Lea Salonga, Animazione—Voce
- Linda Larkin, Animazione—Voce
- Anika Noni Rose, Animazione—Voce
- Jack Wrather, Parchi & Resort (postumo)
- Bonita Wrather, Film (postumo)
- Guy Williams, Televisione (postumo)
- Bo Boyd, Prodotti di consumo
- Raymond Watson, Amministrazione

### 2013
- Tony Baxter, Imagineering
- Collin Campbell, Imagineering (postumo)
- Dick Clark, Televisione (postumo)
- Billy Crystal, Film & Animazione—Voce
- John Goodman, Film & Animazione—Voce
- Steve Jobs, Animazione (postumo)
- Glen Keane, Animazione
- Ed Wynn, Film & Animazione—Voce (postumo)

### 2015
- George Bodenheimer, Amministrazione & Televisione
- Andreas Deja, Animazione
- Johnny Depp, Film
- Eyvind Earle, Animazione (postumo)
- Danny Elfman, Musica
- George Lucas, Film & Parchi e Resort
- Susan Lucci, Televisione
- Julie Reihm Casaletto, Parchi e Resort
- Carson Van Osten, Prodotti di consumo

### 2017
- Carrie Fisher, Film (postumo)
- Clyde Geronimi, Animazione (postumo)
- Whoopi Goldberg, Film & Televisione
- Manuel Gonzales, Animazione (postumo)
- Mark Hamill, Film
- Wayne Jackson, Imagineering
- Jack Kirby, Pubblicazione (postumo)
- Stan Lee, Film & Pubblicazione
- Garry Marshall, Film & Televisione (postumo)
- Julie Taymor, Teatrale
- Oprah Winfrey, Film & Televisione

### 2019
- Christina Aguilera, Musica & Televisione
- Wing T. Chao, Parchi & Resort
- Robert Downey Jr., Film
- James Earl Jones, Film
- Jon Favreau, Film
- Bette Midler, Film
- Kenny Ortega, Film & Televisione
- Barnette Ricci, Parchi & Resort
- Robin Roberts, Televisione
- Diane Sawyer, Televisione
- Ming-Na Wen, Film & Televisione
- Hans Zimmer, Musica

### 2022
- Anthony Anderson, Film & Televisione[1]
- Kristen Bell, Film & Animazione-Voce[1]
- Chadwick Boseman, Film[1] (postumo)
- Rob't Coltrin, Parchi & Resort[1]
- Patrick Dempsey, Film & Televisione[1]
- Robert Price "Bob" Foster, Amministrazione[1] (postumo)
- Josh Gad, Film & Animazione-Voce[1]
- Jonathan Groff, Film & Animazione-Voce[1]
- Don Hahn, Animazione[1]
- Doris Hardoon, Immaginare[1]
- Idina Menzel, Film & Animation-Voice[1]
- Chris Montan, Musica[1]
- Ellen Pompeo, Televisione[1]
- Tracee Ellis Ross, Televisione[1]

### 2024
- Colleen Atwood, Film & Televisione
- Angela Bassett, Film & Televisione
- Martha Blanding, Parchi & Resort
- James L. Brooks, Film
- James Cameron, Film
- Jamie Lee Curtis, Film & Televisione
- Miley Cyrus, Film & Televisione
- Steve Ditko, Animazione & Pubblicazione (postumo)
- Harrison Ford, Film & Televisione
- Mark Henn, Animazione
- Frank Oz, Film & Televisione
- Kelly Ripa, Film & Televisione
- Joe Rohde, Imagineering
- John Williams, Musica